# Danuta Kozák
Danuta Kozák (Budapest, 11 de gener de 1987) és una esportista hongaresa que competeix en piragüisme en la modalitat d'aigües tranquil·les.
Va participar en tres Jocs Olímpics d'Estiu, obtenint en total sis medalles: tres ors en Rio de Janeiro 2016, dos ors en Londres 2012 i plata en Pequín 2008. En els Jocs Europeus de Bakú 2015 va aconseguir tres medalles, dues d'or i una de bronze.
Ha guanyat 14 medalles al Campionat Mundial de Piragüisme entre els anys 2007 i 2015, i 21 medalles al Campionat Europeu de Piragüisme entre els anys 2007 i 2016.

## Palmarès internacional
| Jocs Olímpics     | Jocs Olímpics                | Jocs Olímpics | Jocs Olímpics |
| Any               | Lloc                         | Medalla       | Competició    |
| ----------------- | ---------------------------- | ------------- | ------------- |
| 2008              | Pequín ( R.P. de la Xina)    | 2             | K4 500 m      |
| 2012              | Londres ( Regne Unit)        | 1             | K1 500 m      |
| 2012              | Londres ( Regne Unit)        | 1             | K4 500 m      |
| 2016              | Rio de Janeiro ( Brasil)     | 1             | K2 500 m      |
| 2016              | Rio de Janeiro ( Brasil)     | 1             | K1 500 m      |
| 2016              | Rio de Janeiro ( Brasil)     | 1             | K4 500 m      |
| Campionat Mundial |                              |               |               |
| Any               | Lloc                         | Medalla       | Competició    |
| 2007              | Duisburg ( Alemanya)         | 3             | K2 1000 m     |
| 2009              | Dartmouth ( Canadà)          | 1             | K2 500 m      |
| 2009              | Dartmouth ( Canadà)          | 1             | K4 500 m      |
| 2010              | Poznań ( Polònia)            | 1             | K2 500 m      |
| 2011              | Szeged ( Hongria)            | 1             | K2 200 m      |
| 2011              | Szeged ( Hongria)            | 1             | K4 500 m      |
| 2011              | Szeged ( Hongria)            | 2             | K1 500 m      |
| 2013              | Duisburg ( Alemanya)         | 1             | K1 500 m      |
| 2013              | Duisburg ( Alemanya)         | 1             | K1 4x200 m    |
| 2013              | Duisburg ( Alemanya)         | 1             | K4 500 m      |
| 2014              | Moscou ( Rússia)             | 1             | K1 500 m      |
| 2014              | Moscou ( Rússia)             | 1             | K4 500 m      |
| 2015              | Milà ( Itàlia)               | 1             | K2 500 m      |
| 2015              | Milà ( Itàlia)               | 2             | K4 500 m      |
| Jocs Europeus     |                              |               |               |
| Any               | Lloc                         | Medalla       | Competició    |
| 2015              | Bakú ( Azerbaidjan)          | 1             | K4 500 m      |
| 2015              | Bakú ( Azerbaidjan)          | 1             | K1 500 m      |
| 2015              | Bakú ( Azerbaidjan)          | 3             | K1 200 m      |
| Campionat Europeu |                              |               |               |
| Any               | Lloc                         | Medalla       | Competició    |
| 2007              | Pontevedra ( Espanya)        | 1             | K2 1000 m     |
| 2008              | Milà ( Itàlia)               | 1             | K2 500 m      |
| 2008              | Milà ( Itàlia)               | 1             | K4 200 m      |
| 2008              | Milà ( Itàlia)               | 2             | K4 500 m      |
| 2009              | Brandenburg ( Alemanya)      | 1             | K2 500 m      |
| 2009              | Brandenburg ( Alemanya)      | 2             | K1 4x200 m    |
| 2010              | Corvera ( Espanya)           | 1             | K1 500 m      |
| 2010              | Corvera ( Espanya)           | 2             | K4 500 m      |
| 2011              | Belgrad ( Sèrbia)            | 1             | K1 500 m      |
| 2011              | Belgrad ( Sèrbia)            | 1             | K2 200 m      |
| 2011              | Belgrad ( Sèrbia)            | 2             | K4 500 m      |
| 2012              | Zagreb ( Croàcia)            | 2             | K1 500 m      |
| 2012              | Zagreb ( Croàcia)            | 3             | K4 500 m      |
| 2013              | Montemor-o-Velho ( Portugal) | 1             | K4 500 m      |
| 2013              | Montemor-o-Velho ( Portugal) | 2             | K1 500 m      |
| 2014              | Brandenburg ( Alemanya)      | 1             | K1 200 m      |
| 2014              | Brandenburg ( Alemanya)      | 1             | K1 500 m      |
| 2014              | Brandenburg ( Alemanya)      | 1             | K4 500 m      |
| 2016              | Moscou ( Rússia)             | 1             | K1 500 m      |
| 2016              | Moscou ( Rússia)             | 1             | K2 500 m      |
| 2016              | Moscou ( Rússia)             | 1             | K4 500 m      |